# 田川市美術館
田川市美術館（たがわしびじゅつかん、Tagawa Museum of Art）は、福岡県田川市にある市立美術館である。運営は指定管理者である、株式会社プランニングエン。隣に田川市立図書館がある。

## 概要
1991年、田川市の中心部にある「田川文化エリア」内に筑豊初の本格的な美術館として開館。鋼板大屋根の落ちついた外観を持ち、図書館や小公園などと隣接する美術館は、“筑豊からの発信”をテーマに、郷土ゆかりの作家たちを中心に様々な企画展が行われている。また市民に親しまれる美術館としてふるさとの美術を広く紹介するとともに、英展・田川美術展・こどもの絵画展などの企画展の開催や市民の発表の場としても利用されている。

## 主な収蔵品
- 野見山暁治　「ぼくの生まれた川オンガ」
- 立花重雄　「集落（プエプラ）」
- 立石大河亞　「昭和素敵大敵」
- 松永真　「Rights of Humankind」
- 川俣正　「COALMINE TAGAWA PLAN9」

## アクセス
- 田川伊田駅より徒歩17分（1.4㎞）
- 大藪駅より徒歩16分（1.3km）
- 西鉄天神高速バスターミナルより西鉄バス筑豊特急線に乗車し「田川市役所」下車徒歩10分（約770m）
- 田川後藤寺駅下車後、後藤寺（バスセンター代替）バス停から西鉄バス金田平原団地ゆきに乗車し「美術館前」下車 徒歩3分（約200m）
- マイカーの場合、九州自動車道小倉南インターチェンジより約22㎞。もしくは東九州自動車道行橋インターチェンジより17㎞。